# Friedrich Wilhelm Meyer (Politiker)
Friedrich Wilhelm Meyer (* 1. März 1797 in Weißbach; † 6. Juni 1879 in Zwickau) war ein deutscher Jurist und Bürgermeister von Zwickau.

## Leben
Als Sohn eines Einwohners und Gutsbesitzers geboren, studierte Meyer nach dem Besuch des Zwickauer Gymnasiums Rechtswissenschaften in Leipzig. Während seines Studiums wurde er 1818 Mitglied der alten Leipziger Burschenschaft. Nach seinem Studium wurde er 1823 Vizeaktuar in Zwickau und 1829 Amtsaktuar in Schwarzenberg. Von 1832 bis 1860 war er Bürgermeister von Zwickau.